# تیم ایمپالا
تِیم ایمپالا (انگلیسی: Tame Impala به معنی «ایمپالای اهلی») گروه موسیقی سایکدلیک راک استرالیایی است که سال ۲۰۰۷ توسط کوین پارکر بنیان گذاشته شد. اعضای گروه عبارتند از: کوین پارکر (گیتار، خواننده)، جی واتسون (سینث‌سایزر، خواننده، گیتار)، دومینیک سیمپر (گیتار، سینث‌سایزر)، کم اَوری (گیتار بیس، خواننده) و جولین بارباگالو (درامز، خواننده).
در واقع مغز متفکر تِیم ایمپالا، کوین پارکر می‌باشد که سازنده و ترانه‌نویس تمامی آهنگ‌هاست و سایر اعضای گروه فقط در اجراهای زندهٔ به کوین کمک می‌کنند.
گروه، تاکنون چهار آلبوم استودیویی منتشر کرده و دو بار نامزد گرمی برای بهترین آلبوم آلترناتیو سال شده‌است.
از معروفترین و پرفروش ترین تک آهنگ های تِیم ایمپالا، میتوان به موارد زیر اشاره کرد :
1. Let it happen
2. The less i know the better
3. Feels like we only go backwards
4. Elephant
5. New person, Same old mistakes
6. The moment
7. Vital signs
تمرکز کوین پارکر در دو آلبوم اول خود بیشتر به روی سبک سایکدلیک راک بود و از این لحاظ تیم ایمپالا یکی از گروه‌هایی محسوب می‌شود که به این سبک موسیقی بار دیگر در دهه ۲۰۱۰ میلادی جان بخشید. از آنجا که پارکر بارها خود را شخصی درون‌گرا معرفی کرده بود، محوریت موضوع این دو آلبوم درون‌گرایی، مردم گریزی، محبوب نبودن در میان مردم و ناتوانی وی در برقراری ارتباط با فرد مورد علاقه اوست.
آلبوم سوم تیم ایمپالا با عنوان «جریان‌ها» در سال ۲۰۱۵ با لید سینگل «بگذار اتفاق بیافتد» منتشر شد. در این آلبوم سعی پارکر این بود که عناصر موسیقی ار اند بی را با دیسکو، سایکدلیک پاپ و راک تلفیق کند. وی مدعی شد که در جهت الهام گرفتن برای آلبوم برای مدتی طولانی موسیقی ار اند بی دهه ۹۰ میلادی را زیر نظر گرفته بوده‌است. محوریت موضوعی این آلبوم کنار آمدن او با آمد و شد و قضا و قدر زندگی، تغییرپذیری، فراموشی گذشته و بزرگتر شدن است. در واقع آلبوم «جریان‌ها» نقطهٔ شروع محبوب شدن تیم ایمپالا بود.
جریان‌ها و تنهاگرایی هر دو در اکثر رده‌بندی‌های بهترین آلبوم‌های موسیقی دهه ۲۰۱۰ میلادی توسط سایت‌ها و مجله‌های موسیقی حضور دارند.
تیم ایمپالا بعد از سال‌ها کم‌کار بودن در موسیقی، در سال ۲۰۲۰ آلبوم تعجیل آهسته را انتشار کرد. در این آلبوم گرایش پارکر، موسیقی پاپ است و عنصرهای موسیقی سایکدلیک کمتر از قبل در موسیقی تیم ایمپالا دیده می‌شود. موضوعی که پارکر در این آلبوم کم و بیش به آن پرداخته‌است، زمان می‌باشد و در سر تا سر آلبوم اشاره‌های زیادی به گذر زمان، گذشته و آینده می‌شود. همچنین در ترک «بخشش پس از مرگ» کوین پارکر به رابطهٔ نه چندان خوب خود با پدر مرحوم وی در گذشته و تلاش او برای بهبود رابطهٔ آن دو می‌پردازد.

## آلبوم‌شناسی
- گوینده درونی، ۲۰۱۰ (Innerspeaker)
- تنهاگرایی، ۲۰۱۲ (Lonerism)
- جریان‌ها، ۲۰۱۵ (Currents)
- تعجیل آهسته، ۲۰۲۰ (The Slow Rush)